# Campeonato Mundial de Pentatlón Moderno de 2019
El LVIII Campeonato Mundial de Pentatlón Moderno se celebró en Budapest (Hungría) entre el 2 y el 8 de septiembre de 2019 bajo la organización de la Unión Internacional de Pentatlón Moderno (UIPM) y la Federación Húngara de Pentatlón Moderno.
Las competiciones se realizaron en el Parque Kincsem de la capital húngara.

## Concurso masculino

### Individual
| Puesto | Atleta          | País          | ESG | NAT | HÍP | COM | Total |
| ------ | --------------- | ------------- | --- | --- | --- | --- | ----- |
| Oro    | Valentin Belaud | Francia       | 240 | 303 | 300 | 625 | 1468  |
| Plata  | Joseph Choong   | Reino Unido   | 228 | 320 | 293 | 612 | 1453  |
| Bronce | Jun Woong-Tae   | Corea del Sur | 226 | 309 | 285 | 632 | 1452  |

### Equipos
| Puesto | País          | ESG | NAT | HÍP | COM  | Total |
| ------ | ------------- | --- | --- | --- | ---- | ----- |
| Oro    | Corea del Sur | 722 | 923 | 821 | 1843 | 4309  |
| Plata  | Hungría       | 658 | 918 | 886 | 1810 | 4272  |
| Bronce | Reino Unido   | 602 | 946 | 879 | 1831 | 4258  |

### Relevos
| Puesto | Atletas                        | País          | ESG | NAT | HÍP | COM | Total |
| ------ | ------------------------------ | ------------- | --- | --- | --- | --- | ----- |
| Oro    | Alexander Nobis Patrick Dogue  | Alemania      | 250 | 327 | 297 | 632 | 1506  |
| Plata  | Jung Jin-Hwa Jun Woong-Tae     | Corea del Sur | 216 | 334 | 278 | 654 | 1482  |
| Bronce | Alexandr Lesun Danil Kalimulin | Rusia         | 238 | 327 | 294 | 616 | 1475  |

## Concurso femenino

### Individual
| Puesto | Atleta        | País        | ESG | NAT | HÍP | COM | Total |
| ------ | ------------- | ----------- | --- | --- | --- | --- | ----- |
| Oro    | Volha Silkina | Bielorrusia | 270 | 283 | 297 | 518 | 1368  |
| Plata  | Elena Micheli | Italia      | 244 | 289 | 286 | 538 | 1357  |
| Bronce | Kate French   | Reino Unido | 246 | 281 | 283 | 547 | 1357  |

### Equipos
| Puesto | País        | ESG | NAT | HÍP | COM  | Total |
| ------ | ----------- | --- | --- | --- | ---- | ----- |
| Oro    | Bielorrusia | 743 | 816 | 875 | 1573 | 4007  |
| Plata  | Reino Unido | 651 | 841 | 854 | 1645 | 3991  |
| Bronce | Alemania    | 643 | 827 | 886 | 1577 | 3933  |

### Relevos
| Puesto | Atletas                    | País          | ESG | NAT | HÍP | COM | Total |
| ------ | -------------------------- | ------------- | --- | --- | --- | --- | ----- |
| Oro    | Mayan Oliver Mariana Arceo | México        | 234 | 291 | 291 | 522 | 1338  |
| Plata  | Luca Barta Kamilla Réti    | Hungría       | 234 | 298 | 297 | 500 | 1329  |
| Bronce | Kim Un-Ju Jeong Mi-Na      | Corea del Sur | 244 | 300 | 283 | 499 | 1326  |

## Relevo mixto
| Puesto | Atletas                             | País        | ESG | NAT | HÍP | COM | Total |
| ------ | ----------------------------------- | ----------- | --- | --- | --- | --- | ----- |
| Oro    | Salma Abdelmaksud Eslam Hamad       | Egipto      | 275 | 312 | 292 | 584 | 1463  |
| Plata  | Élodie Clouvel Valentin Belaud      | Francia     | 225 | 315 | 285 | 629 | 1454  |
| Bronce | Anastasiya Prokopenko Ilia Palazkov | Bielorrusia | 230 | 311 | 273 | 634 | 1448  |

## Medallero
| Núm. | País          | Oro | Plata | Bronce | Total |
| ---- | ------------- | --- | ----- | ------ | ----- |
| 1    | Bielorrusia   | 2   | 0     | 1      | 3     |
| 2    | Corea del Sur | 1   | 1     | 2      | 4     |
| 3    | Francia       | 1   | 1     | 0      | 2     |
| 4    | Alemania      | 1   | 0     | 1      | 2     |
| 5    | Egipto        | 1   | 0     | 0      | 1     |
| 5    | México        | 1   | 0     | 0      | 1     |
| 7    | Reino Unido   | 0   | 2     | 2      | 4     |
| 8    | Hungría       | 0   | 2     | 0      | 2     |
| 9    | Italia        | 0   | 1     | 0      | 1     |
| 10   | Rusia         | 0   | 0     | 1      | 1     |
|      | TOTAL         | 7   | 7     | 7      | 21    |